# Богушевское гетто
Гетто в Богуше́вске (лето 1941 — 5 сентября 1941) — еврейское гетто, место принудительного переселения евреев города Богушевск Сенненского района Витебской области и близлежащих населённых пунктов в процессе преследования и уничтожения евреев во время оккупации территории Белоруссии войсками нацистской Германии в период Второй мировой войны.

## Оккупация Богушевска и создание гетто
В 1939 году в Богушевске жило 569 евреев. Перед войной евреи составляли 85 % от всего населения посёлка
Местечко находилось под немецкой оккупацией 2 года и 11,5 месяца — с 10 июля 1941 года до 25 июня 1944 года.
Реализуя нацистскую программу уничтожения евреев, немцы создавали гетто почти во всех городах и населённых пунктах Беларуси, где проживало еврейское население. Так и в Богушевске оккупанты заставили евреев прибить к свои домам шестиконечные звезды, и вплоть до уничтожения они жили в условиях гетто.

## Уничтожение гетто

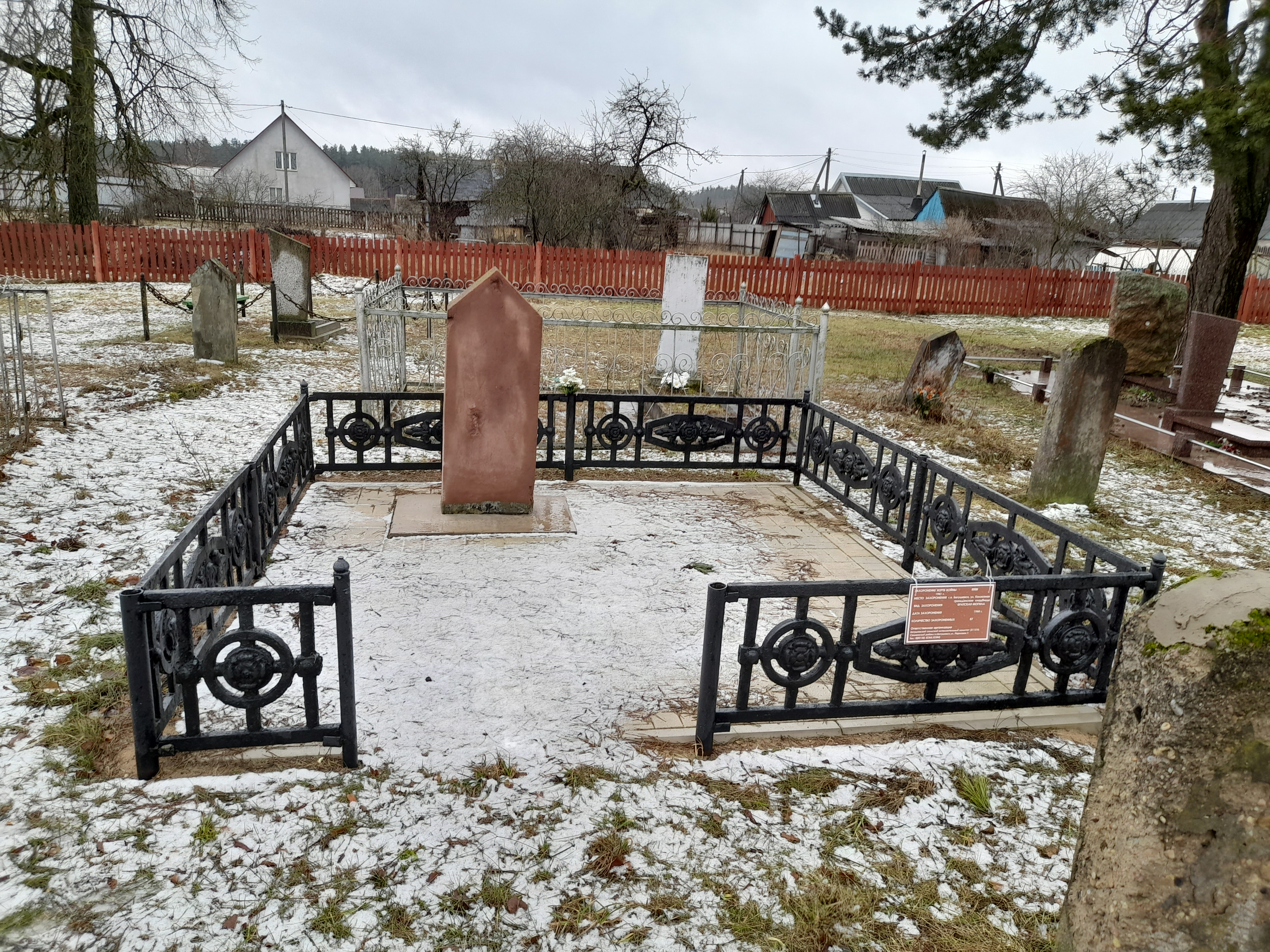
Памятник на еврейском кладбище Богушевска на месте перезахоронения останков евреев, расстрелянных 5 сентября 1941 года

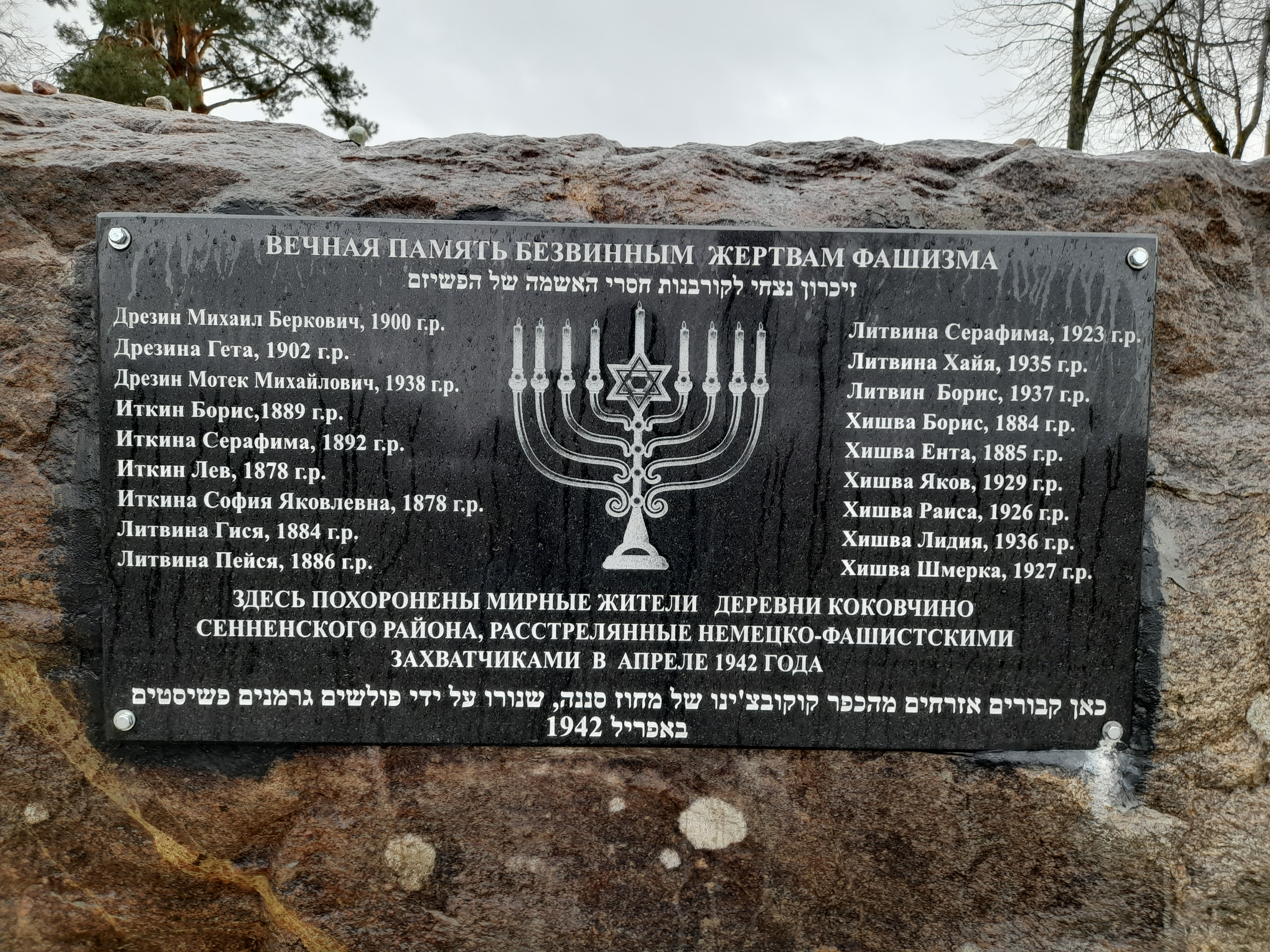
Памятник евреям Коковчино

Утром 5 сентября 1941 года, после ночного налёта партизан на Богушевск и разгрома немецкого гарнизона, в посёлок вошел карательный отряд.
300 человек согнали на площадь, некоторые мужчины были только в нижнем белье. Через переводчика гауптман объявил, что за нападение на немецких солдат последует наказание, и что партизаны должны выйти вперёд и признаться в содеянном — иначе будут расстреляны все мужчины. Один из полицаев обратил внимание офицера на то, что в толпе много евреев, и им приказали выйти из толпы.
Евреев отвели на окраину поселка, и когда люди поняли, что начинается убийство, то начали разбегаться. Немцы из пулемёта расстреляли всех и потом добили раненых. В этой «акции» (таким эвфемизмом гитлеровцы называли организованные ими массовые убийства) были убиты 67 (78, 87) узников Богушевского гетто. Еврейских детей закопали живыми.
Из акта ЧГК от 26.06.1944 года: «Немецкими извергами 5.09.1941 г. было зверски расстреляно более 70 евреев и русских. Среди расстрелянных 10 грудных детей».
В феврале 1942 года в Богушевске расстреляли 200 (600) человек (оставшихся евреев, русских и белорусов).
Непосредственными организаторами и руководителями массовых убийств в Богущевске были коменданты гауптман фон Ульбрахт и капитан Горбарзак, заместитель Горбарзака капитан Бодэ, начальник гестапо капитан Курт, начальник жандармерии оберлейтенант Теорнэ, начальник карательного отряда лейтенант Отто, комендант сельхозкомендатуры Бертольд, начальник полиции Пашка Стук.

## Память
Опубликованы неполные списки убитых.
На месте нынешнего памятного знака, кроме 87 евреев-богушевцев, были расстреляны и 28 человек других национальностей.
После 1945 года останки 87 жертв геноцида евреев были перезахоронены на еврейском кладбище Богушевска и на их братской могиле был возведен памятник. Этот памятник установил бывший житель Богушевска Бляхман Павел Михайлович, жена которого тоже была убита 5 сентября 1941 года. На этом же кладбище установлен памятник убитым евреям деревни Коковчино.